# Plaça del Mig (Olot)
La Plaça del Mig és una plaça pública d'Olot (Garrotxa) inclosa a l'Inventari del Patrimoni Arquitectònic de Catalunya.

## Descripció
El primer projecte de millora i reforma que ja preveia l'obertura d'una connexió amb la zona urbana fermada pel carrer Q i la plaça U va ésser elaborat l'any 1906 pel Sr. Palucie. L'any 1929 l'Anònima de Transports edifica al llarg del carrer Llopis un garatge pels seus amics camions tapant la sortida del carrer Q, després d'haver-li concedit l'Ajuntament, llicència d'edificació a precari, implicant que el dia que es fes l'obertura del carrer Q l'edifici s'hauria d'enderrocar.
Més tard aquest solar va ser comprat pel senyor Rossell i senyor Agustí. Però no fou fins al mes de març de 1977 que, en un ple extraordinari, l'Ajuntament va aprovar inicialment l'Estudi de Detall, del carrer Q, que enllaçaria el carrer A. Llopis amb Sant Esteve, fragmentant-ho en dues illes amb una plaça interior. El mes de setembre de l'any 1982 té lloc l'enderrocament de l'Anònima les obres començaren definitivament l'abril de 1983, amb Miquel Capdevila com arquitecte. Entorn d'una gran plaça semicircular, com una gran amfiteatre d'uns 25 m de radi, la nova ordenació d'aquest ha provocat la transformació de l'edificació existent, adequant-la a nous usos i potenciant de forma especial l'ús comercial. L'edifici que tanca la façana del carrer Llopis té tres plantes comercials i una d'habitació. Hom podrà entrar a la plaça per Sant Esteve i travessar-la per la gran superfície pavimentada, o bé per la galeria coberta que conforma el soterrani, també ple de botigues.